# Leipzig-Lützschena järnvägsstation

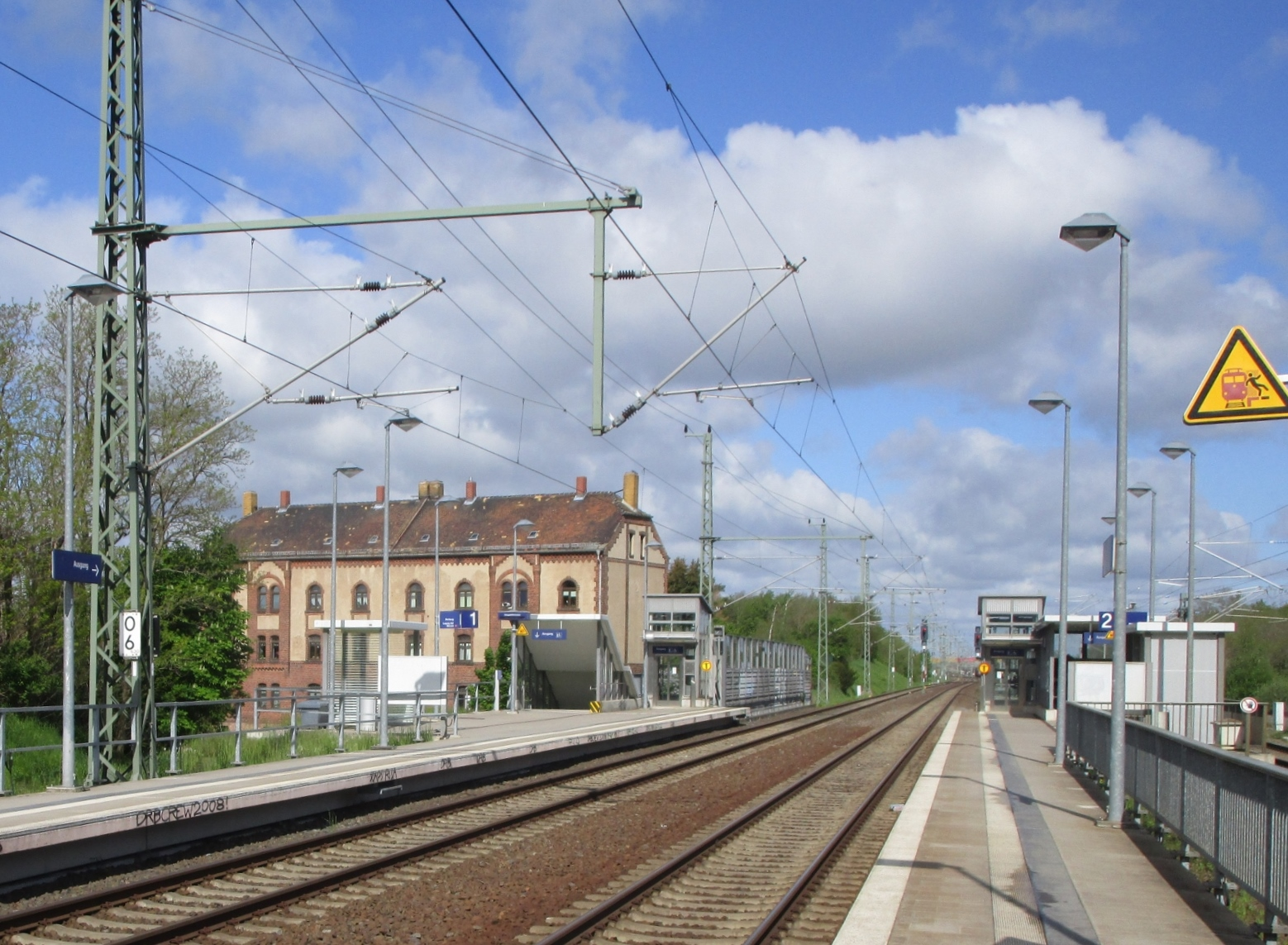
Leipzig-Lützschena, riktning mot Leipzig Hauptbahnhof.

Leipzig-Lützschena är en järnvägsstation i Leipzig, Tyskland. Stationen är del av S-Bahn Mitteldeutschland och trafikeras av linje S3.